# Аустријски равнодлаки гонич
Аустријски равнодлаки гонич (нем. Brandlbracke, Vieräugl, Österreichische Glatthaarige Bracke; енг. Austrian Black and Tan Hound) је пасмина пореклом из Аустрије. Овај пас се користи за рад у високим брдима и планинама, и на равном терену, као гонич и као крвоследник. Аустријски равнодлаки гонич, заједно са тиролским гоничем и штајерским оштродлаким гоничем, познати су под називом велики гоничи. То су пси који су примарно узгајани како би могли ловити у планинском подручју Аустрије. Средње је велики, снажан, правоугаоне, еластичне грађе тела. Доброг је носа, пре свега на трагу зеца. Ово је храбар и одан пас, пријатне нарави. Поред тога што се користи у лову, привржен је кућни љубимац. Иако су међународна кинолошка федерација и уједињени кинолошки савез признали ову пасмину, и даље је прилично непозната ван граница Аустрије.

## Основно
- Мужјак
  - Висина од 50 до 56 цм
  - Тежина од 16 до 27
- Женка
  - Висина од 48 до 54 цм
  - Тежина од 16 до 27

## Историја
Што се тиче настанка ове пасмине, аустријски равнодлаки гонич се сматра правим потомком келтског гонича. Као што је то случај са свим раса старијег порекла, ни за ову пасмину не постоји дефинитивна аутентична историја све до средине 19. века. Разлог за то је да је до тог времена постојало неконтролисано узгајање.

## Карактеристике пса

### Нарав
Аустријски равнодлаки гонич је узгајан првенствено за потребе лова, тако да не постоји прегршт информација о нарави ове расе ван радног окружења. Генерално говорећи, ови пси су пријатне нараве и пријатељски су настројени - привржени су власницима. Уживају у друштву других паса, толерантни су према деци. С обзиром да је ово ловачки пас, није најбољи избор за породице за другим врстама кућних љубимаца, као што су мачке.

### Општи изглед
Аустријски равнодлаки гонич је средње велики пас снажне грађе. Очи су јасне, тамно браон. Уши су средње дуге, високо усађене, на доњем делу заобљене, равно опуштене. Длака је равна, прилежућа, густа, пуна, еластична са свиластим сјајем. Дуга је око 2 цм. Боја длаке је црна са малом оштро ограниченим светло до тамно браон палежом. Две ознаке изнад очију (четири ока) морају постојати.

## Нега и здравље
Што се тиче неге, четкати га једном недељно, а повремено га брисати влажном крпом. Купање само када је то неопходно. Потребно је подрезивати нокте сваких пар месеци, мада је то могуће да ће се они сами скраћивати, што зависи од терена којем је аустријски равнодлаки гонич свакодневно изложен. Највише неге треба посветити ушима. Треба их свакодневно проверавати и чистити по потреби.
Ова раса се генерално сматра здравом и издржљивом, а неки од здравствених проблема који се могу јавити су инфекције уха, дисплазија кука и лактова.
Животни век ове пасмине је од 12 до 14 година.